# Pierre Amoyal

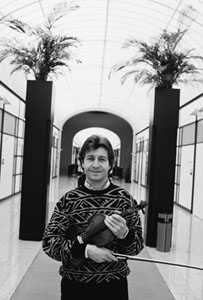
Pierre Amoyal (in 1992)

Pierre Amoyal (Parijs, 22 juni 1949) is een Frans violist.
Hij is geboren in Parijs als zoon van een Russische moeder en een Sefardim vader.
Amoyal volgde al van jongs af aan een opleiding aan het Conservatoire national supérieur de musique et de danse de Paris, op twaalfjarige leeftijd behaalde hij er reeds een eerste prijs. Hij vervolmaakte zich als zeventienjarige in Los Angeles bij Jascha Heifetz. 
Hij werd zelf later ook docent aan het Conservatoire national supérieur de musique et de danse de Paris en aan het Conservatorium van Lausanne. Tot zijn leerlingen behoren onder meer Bartłomiej Nizioł, Hawijch Elders, Andrej Baranov, Birthe Blom en Amarins Wierdsma.
Amoyal speelde tijdens zijn internationale carrière als violist op een wereldberoemde viool, de Kochanski, geconstrueerd door Antonio Stradivarius in 1717 en eerder eigendom van onder meer Tsaar Nicolaas II van Rusland en Paul Kochanski. Het instrument werd op 15 april 1987 bij een inbraak in zijn Porsche gestolen uit de wagen terwijl deze geparkeerd stond in Saluzzo. Het instrument geraakte door zijn bekendheid nergens verkocht en kon in 1991 in Turijn gerecupereerd worden. Net daarvoor had Amoyal dat jaar een andere Stradivarius gekocht, de Dragonetti of Milanollo van 1728, een instrument dat voor hem toebehoorde aan onder meer Giovanni Battista Viotti, Niccolò Paganini, Teresa Milanollo, Christian Ferras en in 1991 dus aan Amoyal. Hij verkocht het instrument na de recuperatie van de Kochanski aan Corey Cerovsek.
Hij was al meermaals jurylid van de vioolconcours van de Koningin Elisabethwedstrijd.
- Bibliothèque nationale de France: cb13890739s (data)
- Gemeinsame Normdatei: 130540455
- International Standard Name Identifier: 0000 0001 0975 2274
- Library of Congress Control Number: n81139246
- Nationale Bibliotheek van Letland: 000119418
- MusicBrainz: 13f892fc-05e3-4b37-967e-3f3c057d430c
- Nationale Bibliotheek van Israël: 987007441589805171
- Nationale Bibliotheek van Polen: a0000003238628
- Nederlandse Thesaurus van Auteursnamen: 09787096X
- Istituto Centrale per il Catalogo Unico: RAVV102985
- SNAC: w66431q1
- Système universitaire de documentation: 082989559
- Virtual International Authority File: 56795175
- WorldCat: E39PBJkHpcFwKJrbdCQ8G7FFrq